# Lista de portugueses condecorados pelo presidente da República Portuguesa
Esta lista mostra as personalidade portuguesas agraciadas pelo Presidente da República Portuguesa, na qualidade de Grão-mestre das ordens honoríficas portuguesas.
Graus
- GCol > Grande-Colar
- GC > Grã-Cruz
- GO > Grande-Oficial
- Com > Comendador
- O > Oficial
- Cav > Cavaleiro
- Dam > Dama
- MH > Membro Honorário

## Ordem Militar da Torre e Espada
| Nome                                       | Apelido                  | Condecor./Grau/Data | Observações       |
| ------------------------------------------ | ------------------------ | ------------------- | ----------------- |
| António dos Santos Ramalho Eanes           | Eanes (General)          | TE GCol 09.03.1986  |                   |
| Mário Alberto Nobre Lopes Soares           | Soares (Dr.)             | TE GCol 09.03.1991  |                   |
| Jorge Fernando Branco Sampaio              | Sampaio (Dr.)            | TE GCol 09.03.2006  |                   |
| José de Azeredo Perdigão                   | Perdigão (Doutor)        | TE GC 11.09.1985    |                   |
| Francisco Manuel Lumbrales de Sá Carneiro  | Carneiro (Dr.)           | TE GC 17.03.1986    | A título póstumo. |
| António Sebastião Ribeiro de Spínola       | Spínola (Marechal)       | TE GC 13.02.1987    |                   |
| José Lemos Ferreira                        | Ferreira (General(F.A.)) | TE GC 29.05.1989    |                   |
| Mário Firmino Miguel                       | Miguel (General)         | TE GC 07.11.1991    | A título póstumo. |
| António da Silva Osório Soares Carneiro    | Carneiro(General)        | TE GC 21.07.1994    |                   |
| Gabriel Augusto do Espírito Santo          | Santo (General)          | TE GC 23.08.2000    |                   |
| Fernando José Salgueiro Maia               | Maia (Tenente-Coronel)   | TE GO 30.07.1992    | A título póstumo. |
| Jaime Alberto Gonçalves das Neves          | Neves (Coronel)          | TE GO 09.08.1995    |                   |
| José Fernando de Almeida Brito             | Brito (Tenente-Coronel)  | TE Com 23.12.1988   | A título póstumo. |
| Heitor Hamilton Almendra                   | Almendra (Brigadeiro)    | TE O 15.03.1985     |                   |
| Hélder Costa Almeida                       | Almeida (Comandante)     | TE O 22.07.1998     |                   |
| Escola Prática de Infantaria               |                          | TE MH 02.09.1980    |                   |
| Corpo de Fuzileiros                        |                          | TE MH 15.03.1985    |                   |
| Corpo de Tropas Pára-Quedistas             |                          | TE MH 15.03.1985    |                   |
| Escola Prática de Cavalaria                |                          | TE MH 15.03.1985    |                   |
| Regimento de Comandos                      |                          | TE MH 26.04.1985    |                   |
| Guarda Fiscal                              |                          | TE MH 18.10.1985    |                   |
| Leal Senado de Macau                       |                          | TE MH 21.04.1999    |                   |
| Centro de Instrução de Operações Especiais |                          | TE MH 19.04.2000    |                   |

## Ordem Militar de Cristo
| Nome                                                     | Apelido                       | Condecor./Grau/Data | Observações       |
| -------------------------------------------------------- | ----------------------------- | ------------------- | ----------------- |
| Tomás de Mello Breyner Andresen                          | Andresen (Embaixador)         | C GC 31.01.1977     |                   |
| José Alberto Morais da Silva                             | Silva (Coronel (F.A.))        | C GC 28.03.1978     |                   |
| José Eduardo Menezes Rosa                                | Rosa (Embaixador)             | C GC 26.04.1978     |                   |
| Henrique Teixeira Queiroz de Barros                      | Barros (Engenheiro)           | C GC 31.08.1978     |                   |
| Vasco Luís Caldeira Coelho Futscher Pereira              | Pereira (Embaixador)          | C GC 30.12.1978     |                   |
| Henrique Manuel Fusco Granadeiro                         | Granadeiro (Dr.)              | C GC 23.04.1979     |                   |
| Augusto Souto Silva Cruz                                 | Cruz (Almirante)              | C GC 22.08.1979     |                   |
| António José Aniceto Mendonça de Siqueira Freire         | Freire (Embaixador            | C GC 25.03.1980     |                   |
| José Joaquim de Almeida Borges                           | Borges (Juiz-Conselheiro)     | C GC 15.12.1980     |                   |
| Alfredo Jorge Nobre da Costa                             | Costa (Engenheiro)            | C GC 09.04.1981     |                   |
| Vasco da Gama Lopes Fernandes                            | Fernandes (Dr.)               | C GC 09.04.1981     |                   |
| Manuel Joaquim Lopes de Sá Machado                       | Machado                       | C GC 09.04.1981     |                   |
| Maria de Lurdes Ruivo da Silva Matos Pintassilgo         | Pintassilgo (Eng.)            | C GC 09.04.1981     |                   |
| Carlos Alberto da Mota Pinto                             | Pinto (Professor Doutor)      | C GC 09.04.1981     |                   |
| Teófilo Carvalho dos Santos                              | Santos (Dr.)                  | C GC 09.04.1981     |                   |
| Mário Alberto Nobre Lopes Soares                         | Soares (Dr.)                  | C GC 09.04.1981     |                   |
| João de Sá Coutinho Rebelo Sotto-Mayor                   | Sotto-Mayor (Embaixador)      | C GC 09.04.1981     |                   |
| Francisco Manuel Lumbrales de Sá Carneiro                | Carneiro (Dr.)                | C GC 13.07.1981     | A título póstumo. |
| José de Azeredo Perdigão                                 | Perdigão (Doutor)             | C GC 07.08.1981     |                   |
| José Magalhães Godinho                                   | Godinho (Dr.)                 | C GC 10.02.1982     |                   |
| Albano Pires Fernandes Nogueira                          | Nogueira(Embaixador)          | C GC 16.02.1982     |                   |
| Leonardo Eugénio Ramos Ribeiro de Almeida                | Almeida(Dr.)                  | C GC 30.06.1982     |                   |
| Leonardo Charles de Zaffiri Duarte Mathias               | Mathias(Embaixador)           | C GC 07.09.1982     |                   |
| Fernando José Reino                                      | Reino (Embaixador)            | C GC 06.10.1982     |                   |
| Mário Soares d'Oliveira Neves                            | Neves (Embaixador)            | C GC 10.11.1982     |                   |
| Ricardo Manuel Simões Bayão Horta                        | Horta (Engenheiro)            | C GC 30.07.1983     |                   |
| Diogo Pinto de Freitas do Amaral                         | Amaral (Professor Doutor)     | C GC 03.08.1983     |                   |
| António Acácio de Oliveira Carvalho                      | Carvalho (Juiz-Conselheiro)   | C GC 03.08.1983     |                   |
| Francisco Manuel Lopes Vieira de Oliveira Dias           | Dias (Dr.)                    | C GC 03.08.1983     |                   |
| Gonçalo Luís Maravilhas Correia Caldeira Coelho          | Coelho (Embaixador)           | C GC 24.09.1983     |                   |
| Alfredo Lencastre da Veiga                               | Veiga (Embaixador)            | C GC 30.09.1983     |                   |
| Henrique Afonso da Silva Horta                           | Horta (Vice-Almirante)        | C GC 05.11.1983     |                   |
| Amadeu Garcia dos Santos                                 | Santos (General)              | C GC 24.12.1983     |                   |
| Henrique Leite Pereira de Faria Távora e Cernache        | Cernache(Conde)               | C GC 11.02.1984     |                   |
| Francisco José Pereira Pinto de Balsemão                 | Balsemão (Dr.)                | C GC 05.04.1984     |                   |
| Adelino da Palma Carlos                                  | Carlos (Professor Doutor)     | C GC 05.04.1984     |                   |
| Nuno Viriato Tavares de Melo Egídio                      | Egídio (General)              | C GC 05.04.1984     |                   |
| Ernâni Rodrigues Lopes                                   | Lopes (Dr.)                   | C GC 14.05.1984     |                   |
| João Manuel Hall Themido                                 | Themido (Embaixador)          | C GC 14.05.1984     |                   |
| Eduardo Augusto Arala Chaves                             | Chaves                        | C GC 04.07.1984     |                   |
| José Lemos Ferreira                                      | Ferreira (General (F.A.))     | C GC 04.07.1984     |                   |
| Altino Amadeu Pinto de Magalhães                         | Magalhães (General)           | C GC 03.08.1984     |                   |
| Pedro Alexandre Gomes Cardoso                            | Cardoso (General)             | C GC 25.05.1985     |                   |
| Luís António Gaspar da Silva                             | Silva (Embaixador)            | C GC 09.07.1985     |                   |
| Manuel Alfredo Tito de Morais                            | Morais (Engenheiro)           | C GC 24.08.1985     |                   |
| Carlos Lopes Cardoso de Freitas Cruz                     | Cruz (Embaixador)             | C GC 13.09.1985     |                   |
| Tomás George Conceição Silva                             | Silva (General (F.A.))        | C GC 09.11.1985     |                   |
| Lino Dias Miguel                                         | Miguel (General (F.A.))       | C GC 11.12.1985     |                   |
| Luís Maria José d'Orey Pereira Coutinho                  | Coutinho (Dr.)                | C GC 18.03.1986     |                   |
| José Maria Caldeira de Sousa Guimarães                   | Guimarães (Dr.)               | C GC 18.03.1986     |                   |
| António Baptista Martins                                 | Martins (Embaixador)          | C GC 18.03.1986     |                   |
| José Rodrigues Tavares Pimentel                          | Pimentel (General)            | C GC 18.03.1986     |                   |
| Jacinto Fernandes Rodrigues Bastos                       | Bastos (Juiz-Conselheiro)     | C GC 19.04.1986     |                   |
| Hélder de Mendonça e Cunha                               | Cunha (Embaixador)            | C GC 19.04.1986     |                   |
| Jorge de Figueiredo Dias                                 | Dias (Professor Doutor)       | C GC 19.04.1986     |                   |
| Octávio Dias Garcia                                      | Garcia (Juiz-Conselheiro)     | C GC 19.04.1986     |                   |
| Joaquim José da Conceição Letria                         | Letria                        | C GC 19.04.1986     |                   |
| Fernando Monteiro do Amaral                              | Amaral (Dr.)                  | C GC 13.11.1987     |                   |
| Gonçalo Ribeiro Teles                                    | Teles (Arquitecto)            | C GC 06.04.1988     |                   |
| Jaime José Matos da Gama                                 | Gama (Dr.)                    | C GC 15.06.1988     |                   |
| Rui Manuel Parente Chancerelle de Machete                | Machete (Dr.)                 | C GC 15.06.1988     |                   |
| Armando Manuel de Almeida Marques Guedes                 | Guedes (Professor Doutor)     | C GC 07.09.1990     |                   |
| Eurico Silva Teixeira de Melo                            | Melo (Engenheiro)             | C GC 07.09.1990     |                   |
| José Saraiva Martins                                     | Martins (Arcebispo)           | C GC 30.10.1991     |                   |
| Abel Pereira Delgado                                     | Delgado (Juiz-Conselheiro)    | C GC 21.05.1992     |                   |
| João de Deus Pinheiro Farinha                            | Farinha (Juiz-Conselheiro)    | C GC 03.06.1992     |                   |
| Carlos Augusto Corrêa Pais d'Assumpção                   | Assumpção (Dr.)               | C GC 05.08.1992     | A título póstumo. |
| José Alberto Loureiro dos Santos                         | Santos (General)              | C GC 28.01.1993     |                   |
| Manuel de Jesus Antunes                                  | Antunes (Professor Doutor)    | C GC 02.06.1993     |                   |
| João Augusto Pacheco e Melo Franco                       | Franco (Juiz-Conselheiro)     | C GC 02.06.1993     |                   |
| Rui Eduardo Barbosa de Medina                            | Medina (Embaixador)           | C GC 05.06.1993     |                   |
| Alexandre Eduardo Lencastre da Veiga                     | Veiga (Embaixador)            | C GC 05.06.1993     |                   |
| Vítor Pereira Crespo                                     | Crespo (Professor Doutor)     | C GC 18.08.1993     |                   |
| João de Deus Rogado Salvador Pinheiro                    | Pinheiro (Professor Doutor)   | C GC 18.08.1993     |                   |
| José Alfredo Soares Manso Preto                          | Preto (Juiz-Conselheiro)      | C GC 18.08.1993     | A título póstumo. |
| João Diogo Correia Saraiva Nunes Barata                  | Barata (Embaixador)           | C GC 20.10.1993     |                   |
| Manuel Nataniel de Carvalho Costa                        | Costa (Embaixador)            | C GC 24.08.1994     |                   |
| Fernando de Magalhães Cruz                               | Cruz (Embaixador)             | C GC 24.08.1994     |                   |
| Armando Virgílio Martins Janeira                         | Janeira (Embaixador)          | C GC 24.08.1994     | A título póstumo. |
| Rui Nogueira Lobo de Alarcão e Silva                     | Silva (Professor Doutor)      | C GC 24.08.1994     |                   |
| Aristides de Sousa Mendes                                | Mendes                        | C GC 23.03.1995 TP  |                   |
| António Luciano Pacheco de Sousa Franco                  | Franco (Professor Doutor)     | C GC 06.09.1995     |                   |
| Francisco José Amorim de Carvalho Guerra                 | Guerra (Professor Doutor)     | C GC 06.09.1995     |                   |
| João Bosco Mota Amaral                                   | Amaral (Dr.)                  | C GC 29.02.1996     |                   |
| António Alçada Baptista                                  | Baptista (Dr.)                | C GC 29.02.1996     |                   |
| Joaquim de Carvalho                                      | Carvalho (Juiz-Conselheiro)   | C GC 29.02.1996     |                   |
| José Pires Cutileiro                                     | Cutileiro (Embaixador)        | C GC 29.02.1996     |                   |
| António Moreira Barbosa de Melo                          | Melo (Professor Doutor)       | C GC 29.02.1996     |                   |
| Aníbal António Cavaco Silva                              | Silva (Professor Doutor)      | C GC 29.02.1996     |                   |
| Vasco Joaquim Rocha Vieira                               | Vieira (General)              | C GC 09.03.1996     |                   |
| Alfredo José Somera Simões Barroso                       | Barroso (Dr.)                 | C GC 16.04.1996     |                   |
| Isabel de Magalhães Collaço                              | Collaço (Professora Doutora)  | C GC 16.04.1996     |                   |
| Carlos Manuel de Azeredo Pinto Melo e Leme               | Leme (General)                | C GC 16.04.1996     |                   |
| Emílio Rui da Veiga Peixoto Vilar                        | Vilar (Dr.)                   | C GC 16.04.1996     |                   |
| José Manuel Durão Barroso                                | Barroso (Dr.)                 | C GC 29.08.1996     |                   |
| António Vítor Martins Monteiro                           | Monteiro (Embaixador)         | C GC 29.08.1996     |                   |
| António Leal da Costa Lobo                               | Lobo (Embaixador)             | C GC 20.08.1997     |                   |
| Pedro Manuel dos Reis Alves Catarino                     | Catarino (Embaixador)         | C GC 16.12.1997     |                   |
| Francisco José Laço Treichler Knopfli                    | Knopfli (Embaixador)          | C GC 16.12.1997     |                   |
| João Clara Quintela Paixão                               | Paixão (Embaixador)           | C GC 16.12.1997     |                   |
| Rui Quartin Santos                                       | Santos (Embaixador)           | C GC 16.12.1997     |                   |
| Roberto Nuno de Oliveira e Silva Pereira de Sousa        | Sousa (Embaixador             | C GC 16.12.1997     |                   |
| Octávio Gabriel Calderon de Cerqueira Rocha              | Rocha (General)               | C GC 01.04.1998     |                   |
| José de Melo Torres Campos                               | Campos (Engenheiro)           | C GC 20.08.1998     |                   |
| António José Baptista Cardoso e Cunha                    | Cunha (Engenheiro)            | C GC 20.08.1998     |                   |
| António Mega Ferreira                                    | Ferreira (Dr.)                | C GC 20.08.1998     |                   |
| Francisco Lucas Pires                                    | Pires (Professor Doutor)      | C GC 20.08.1998     | A título póstumo. |
| José César Paulouro das Neves                            | Neves (Embaixador)            | C GC 13.11.1998     |                   |
| Manuel Henrique de Mello e Castro de Mendonça Corte-Real | Corte-Real (Embaixador)       | C GC 20.04.1999     |                   |
| Nuno Krus Abecasis                                       | Abecasis (Engenheiro)         | C GC 02.08.1999     | A título póstumo. |
| José Filipe Mendes de Moraes Cabral                      | Cabral (Embaixador)           | C GC 19.10.1999     |                   |
| Luís Henrique Cutileiro Navega                           | Navega (Embaixador)           | C GC 17.06.2000     | A título póstumo. |
| Francisco Manuel Guimarães Henriques da Silva            | Silva (Embaixador)            | C GC 17.06.2000     |                   |
| João Carlos Bessa Pinto Versteeg                         | Versteeg (Embaixador)         | C GC 17.06.2000     |                   |
| Alexandre José Linhares Furtado                          | Furtado (Professor Doutor)    | C GC 07.09.2000     |                   |
| Ana Maria Rosa Martins Gomes                             | Gomes (Embaixadora)           | C GC 07.09.2000     |                   |
| Fernando Manuel de Mendonça d'Oliveira Neves             | Neves (Dr.)                   | C GC 07.09.2000     |                   |
| José Manuel Menéres Sampaio Pimentel                     | Pimentel (Dr.)                | C GC 07.09.2000     |                   |
| José Narciso da Cunha Rodrigues                          | Rodrigues (Dr.)               | C GC 26.10.2000     |                   |
| António Manuel Canastreiro Franco                        | Franco (Embaixador)           | C GC 03.04.2001     |                   |
| Pedro José Ribeiro de Menezes                            | Menezes (Embaixador)          | C GC 03.04.2001     |                   |
| António Gonçalves Ribeiro                                | Ribeiro (General)             | C GC 03.04.2001     |                   |
| António Eduardo Queiroz Martins Barrento                 | Barrento (General)            | C GC 12.12.2001     |                   |
| António Nunes de Carvalho Santana Carlos                 | Carlos (Embaixador)           | C GC 12.12.2001     |                   |
| Manuel António Maduro                                    | Maduro (Dr.)                  | C GC 12.12.2001     |                   |
| José Luís do Amaral Nunes                                | Nunes (Dr.)                   | C GC 12.12.2001     |                   |
| António Simões Redinha                                   | Redinha (Dr.)                 | C GC 12.12.2001     |                   |
| Manuel Jorge Fonseca de Magalhães e Silva                | Silva (Dr.)                   | C GC 12.12.2001     |                   |
| António de Oliveira Guterres                             | Guterres (Engenheiro)         | C GC 23.07.2002     |                   |
| Evandro Botelho de Amaral                                | Amaral (General (F.A.))       | C GC 07.10.2002     |                   |
| Nuno Gonçalo Vieira Matias                               | Matias (Almirante)            | C GC 06.11.2002     |                   |
| João Manuel Guerra Salgueiro                             | Salgueiro (Embaixador)        | C GC 06.11.2002     |                   |
| Manuel Monteiro de Castro                                | Castro (Núncio Apostólico)    | C GC 26.12.2002     |                   |
| José Manuel Moreira Cardoso da Costa                     | Costa (Professor Doutor)      | C GC 26.08.2003     |                   |
| Alberto de Sequeira Leal Sampaio da Nóvoa                | Nóvoa (Juiz-Conselheiro)      | C GC 26.08.2003     |                   |
| José da Silva Lopes                                      | Lopes (Dr.)                   | C GC 27.08.2003     |                   |
| António José Vaz Afonso                                  | Afonso (General)              | C GC 18.05.2004     |                   |
| Manuel José Alvarenga de Sousa Santos                    | Santos (General (F.A.))       | C GC 18.05.2004     |                   |
| José Manuel da Silva Viegas                              | Viegas (General)              | C GC 18.05.2004     |                   |
| Francisco Manuel Seixas da Costa                         | Costa (Embaixador)            | C GC 02.12.2004     |                   |
| Victor Ângelo Mendes da Costa Martins                    | Martins (Dr.)                 | C GC 02.12.2004     |                   |
| Marcelo de Zaffiri Duarte Mathias                        | Mathias (Embaixador)          | C GC 02.12.2004     |                   |
| Luís Francisco Valente de Oliveira                       | Oliveira (Professor Doutor)   | C GC 02.12.2004     |                   |
| José Gregório Faria Quiteres                             | Quiteres (Embaixador)         | C GC 02.12.2004     |                   |
| Miguel António Monteiro Galvão Teles                     | Teles (Dr.)                   | C GC 02.12.2004     |                   |
| Vasco Taveira da Cunha Valente                           | Valente (Embaixador)          | C GC 02.12.2004     |                   |
| Maria Teresa Pinto Basto Patrício Gouveia                | Gouveia (Dr.a)                | C GC 14.02.2005     |                   |
| Carlos Alberto do Vale Gomes Carvalhas                   | Carvalhas (Dr.)               | C GC 20.09.2005     |                   |
| Vítor Manuel Ribeiro Constâncio                          | Constâncio (Dr.)              | C GC 20.09.2005     |                   |
| João Cravinho                                            | Cravinho (Engenheiro)         | C GC 20.09.2005     |                   |
| Antero Alves Monteiro Diniz                              | Diniz (Juiz-Conselheiro)      | C GC 20.09.2005     |                   |
| Maria de Jesus Brito Lamas Moreira Serra Lopes           | Lopes (Dr.ª)                  | C GC 20.09.2005     |                   |
| Álvaro José Brilhante Laborinho Lúcio                    | Lúcio (Juiz-Conselheiro)      | C GC 20.09.2005     |                   |
| José Manuel Galvão Teles                                 | Teles (Dr.)                   | C GC 20.09.2005     |                   |
| Luís Manuel César Nunes de Almeida                       | Almeida (Juiz-Conselheiro)    | C GC 21.11.2005     | A título póstumo. |
| Jorge Alberto Aragão Seia                                | Seia (Juiz-Conselheiro)       | C GC 21.11.2005     | A título póstumo. |
| Elisa Maria da Costa Guimarães Ferreira                  | Ferreira (Dr.ª)               | C GC 22.11.2005     |                   |
| Jaime Octávio Cardona Ferreira                           | Ferreira (Juiz-Conselheiro)   | C GC 22.11.2005     |                   |
| José Eduardo Vera Cruz Jardim                            | Jardim (Dr.)                  | C GC 22.11.2005     |                   |
| Armando Sevinate Pinto                                   | Pinto (Engenheiro)            | C GC 22.11.2005     |                   |
| Maria Leonor Couceiro Pizarro Beleza Mendonça Tavares    | Tavares (Dr.ª)                | C GC 22.11.2005     |                   |
| João Benard da Costa                                     | Costa (Dr.)                   | C GC 19.01.2006     |                   |
| Maria de Belém Roseira Martins Coelho Henriques de Pina  | Pina (Dr.ª)                   | C GC 03.02.2006     |                   |
| Alfredo José de Sousa                                    | Sousa (Juiz-Conselheiro)      | C GC 07.03.2006     |                   |
| José Vicente Pinheiro de Melo de Bragança                | Bragança (Dr.)                | C GC 03.04.2006     |                   |
| José Manuel Santos de Faria Leal                         | Leal (General)                | C GC 03.04.2006     |                   |
| João José de Sousa Bonifácio Serra                       | Serra (Professor Doutor)      | C GC 03.04.2006     |                   |
| António de Oliveira Pinto da França                      | França (Embaixador)           | C GC 12.04.2006     |                   |
| Gonçalo Aires de Santa Clara Gomes                       | Gomes (Embaixador)            | C GC 12.04.2006     |                   |
| José Pacheco Luiz Gomes                                  | Gomes (Embaixador)            | C GC 12.04.2006     |                   |
| Fernando António de Lacerda Andresen Guimarães           | Guimarães (Embaixador)        | C GC 12.04.2006     |                   |
| Vitor José Melicias Lopes                                | Lopes (Padre)                 | C GC 12.04.2006     |                   |
| Alvaro José Costa de Mendonça e Moura                    | Moura (Embaixador)            | C GC 12.04.2006     |                   |
| Manuel Tomás Fernandes Pereira                           | Pereira (Dr.)                 | C GC 12.04.2006     |                   |
| João de Vallera                                          | Vallera (Embaixador)          | C GC 12.04.2006     |                   |
| Francisco António Torres Vidal de Abreu                  | Abreu (Vice-Almirante)        | C GC 07.09.2006     |                   |
| Eduardo de Almeida Catroga                               | Catroga (Dr.)                 | C GC 07.09.2006     |                   |
| Moura Nunes da Cruz                                      | Cruz (Juiz-Conselheiro)       | C GC 18.09.2006     |                   |
| José Adriano Machado Souto de Moura                      | Moura (Juiz-Conselheiro)      | C GC 22.01.2007     |                   |
| José Manuel Garcia Mendes Cabeçadas                      | Cabeçadas (Almirante)         | C GC 31.01.2007     |                   |
| Manuel José Taveira Martins                              | Martins (General)             | C GC 31.01.2007     |                   |
| Manuel da Silva Martins                                  | Martins (Dom) (Bispo)         | C GC 08.06.2007     |                   |
| Artur Joaquim de Faria Maurício                          | Maurício (Juiz-Conselheiro)   | C GC 08.06.2007     |                   |
| José Manuel Borges Gama Cornélio da Silva                | Silva (Embaixador)            | C GO 16.12.1981     |                   |
| Duarte Vaz Pinto da Fonseca de Sá Pereira de Castro      | Castro (Embaixador)           | C GO 16.02.1982     |                   |
| André Roberto Delaunay Gonçalves Pereira                 | Pereira (Professor Doutor)    | C GO 03.08.1983     |                   |
| José Ernesto de Mesquita Rodrigues                       | Rodrigues (Professor Doutor)  | C GO 03.08.1983     |                   |
| Fernando Soares Carneiro                                 | Carneiro (Engenheiro)         | C GO 19.12.1984     |                   |
| Eudoro Martins Pamplona Moniz de Sá Corte-Real           | Corte-Real (Juiz-Conselheiro) | C GO 24.08.1985     |                   |
| António Joaquim Ramos                                    | Ramos (Tenente-Coronel)       | C GO 18.03.1986     |                   |
| Fernando Manuel da Silva Marques                         | Marques (Embaixador)          | C GO 21.07.1987     |                   |
| José António da Rosa Dias Bravo                          | Bravo (Dr.)                   | C GO 30.08.1990     |                   |
| Orlando Soares Gomes da Costa                            | Costa (Dr.)                   | C GO 30.08.1990     |                   |
| João Solano Viana                                        | Viana (Juiz-Conselheiro)      | C GO 30.08.1990     |                   |
| João Pedro Palma Ferreira                                | Ferreira (Dr.)                | C GO 07.09.1990     | A título póstumo. |
| Victor António Duarte Faveiro                            | Faveiro (Dr.)                 | C GO 26.03.1991     |                   |
| Mário Fernando de Campos Pinto                           | Pinto (Professor Doutor)      | C GO 26.03.1991     |                   |
| Mário Manuel Cal Brandão                                 | Brandão (Dr.)                 | C GO 07.11.1991     |                   |
| Francisco Luís Murteira Nabo                             | Nabo (Dr.)                    | C GO 07.11.1991     |                   |
| Alberto Machado                                          | Machado (Dr.)                 | C GO 03.06.1992     |                   |
| José Alberto de Almeida Marques Vidal                    | Vidal (Dr.)                   | C GO 03.06.1992     |                   |
| António de Sousa Gomes                                   | Gomes (Engenheiro)            | C GO 27.10.1992     |                   |
| José Alberto Tavares Moreira                             | Moreira (Dr.)                 | C GO 27.10.1992     |                   |
| Joaquim de Seabra Lopes                                  | Lopes (Dr.)                   | C GO 02.06.1993     |                   |
| Fernando António Munoz de Oliveira                       | Oliveira (Engenheiro)         | C GO 02.06.1993     |                   |
| Jorge Eduardo da Costa Oliveira                          | Oliveira (Dr.)                | C GO 02.06.1993     |                   |
| José Gouveia Monteiro                                    | Monteiro (Professor Doutor)   | C GO 24.08.1994     |                   |
| Ângelo Vidal d'Almeida Ribeiro                           | Ribeiro (Dr.)                 | C GO 24.08.1994     |                   |
| António Gonçalves Ribeiro                                | Ribeiro (General)             | C GO 24.08.1994     |                   |
| Hugo Manuel Rodrigues dos Santos                         | Santos (General)              | C GO 24.08.1994     |                   |
| António Manuel de Mendonça Martins da Cruz               | Cruz (Embaixador)             | C GO 27.01.1995     |                   |
| Fernando Duarte                                          | Duarte (Dr.)                  | C GO 10.05.1995     |                   |
| Narana Sinai Coissoró                                    | Coissoró (Professor Doutor)   | C GO 08.03.1996     |                   |
| Manuel Soares Monge                                      | Monge (Major-General)         | C GO 16.04.1996     |                   |
| Vasco Taveira da Cunha Valente                           | Valente (Embaixador)          | C GO 14.06.1996     |                   |
| Gonçalo Chaves de Brito e Cunha                          | Cunha (Embaixador)            | C GO 21.06.1997     |                   |
| António Taveira da Cunha Valente                         | Valente (Embaixador)          | C GO 02.08.1999     |                   |
| Maria Simonetta Bianchi Aires de Carvalho Luz Afonso     | Afonso (Dr.ª)                 | C GO 04.11.1999     |                   |
| António Luíz da Silva Sennfelt                           | Sennfelt (Dr.)                | C GO 04.11.1999     |                   |
| Domingos Lam                                             | Lam (D.)                      | C GO 22.01.2000     |                   |
| Vítor Daniel Rodrigues Viana                             | Viana (Tenente-Coronel)       | C GO 25.08.2000     |                   |
| Luís Sá                                                  | Sá (Professor Doutor)         | C GO 07.09.2000     | A título póstumo. |
| António de Lencastre Bernardo                            | Bernardo (Tenente-Coronel)    | C GO 14.05.2001     |                   |
| Pedro Luís Baptista Moitinho de Almeida                  | Almeida (Dr.)                 | C GO 12.12.2001     |                   |
| Daniel Joaquim de Sousa Azevedo de Mattos                | Mattos (Dr.)                  | C GO 22.11.2005     |                   |
| Guilherme Victorino Guimarães da Palma Carlos            | Carlos (Juiz-Conselheiro)     | C GO 07.03.2006     |                   |
| Manuel Nuno de Sequeira Sampaio da Nóvoa                 | Nóvoa (Juiz-Conselheiro)      | C GO 07.03.2006     |                   |
| Bernardo Luís de Carvalho Futscher Pereira               | Pereira (Dr.)                 | C GO 12.04.2006     |                   |
| Carlos Macieira Ary dos Santos                           | Santos (Embaixador)           | C Com 26.04.1978    |                   |
| Luís de Vasconcelos Pimentel Quartin Bastos              | Bastos (Embaixador)           | C Com 19.01.1981    |                   |
| Rui Fernando Meira Ferreira                              | Ferreira (Embaixador)         | C Com 19.01.1981    |                   |
| Luís Augusto Martins                                     | Martins (Embaixador)          | C Com 14.09.1982    |                   |
| Vasco Taveira da Cunha Valente                           | Valente (Embaixador)          | C Com 31.05.1983    |                   |
| João Diogo Correia Saraiva Nunes Barata                  | Barata (Embaixador)           | C Com 30.07.1983    |                   |
| Carlos da Conceição Nunes Portela                        | Portela (Embaixador)          | C Com 30.07.1983    |                   |
| Alípio Mendes de Melo                                    | Melo (Dr.)                    | C Com 03.08.1983    |                   |
| José César Paulouro das Neves                            | Neves (Embaixador)            | C Com 08.10.1983    |                   |
| Fernando Pinto dos Santos                                | Santos (Embaixador)           | C Com 30.07.1984    |                   |
| Manuel Cardoso de Carvalho                               | Carvalho (Monsenhor)          | C Com 13.03.1985    |                   |
| Pedro José Ribeiro de Menezes                            | Menezes (Embaixador)          | C Com 13.03.1985    |                   |
| António Manuel Syder Santiago                            | Santiago (Embaixador)         | C Com 13.03.1985    |                   |
| António Guilherme Lopes de Oliveira Cascais              | Cascais (Embaixador)          | C Com 21.07.1987    |                   |
| Roberto Nuno de Oliveira e Silva Pereira de Sousa        | Sousa (Embaixador)            | C Com 21.07.1987    |                   |
| Vasco António Nunes da Silva                             | Silva (Dr.)                   | C Com 04.02.1989    |                   |
| José Luís Sapateiro                                      | Sapateiro (Dr.)               | C Com 21.08.1990    |                   |
| Mário Pinto Alves Fernandes                              | Fernandes (Engenheiro)        | C Com 30.08.1990    |                   |
| José Vicente Pinheiro de Melo de Bragança                | Bragança (Dr.)                | C Com 08.07.1991    |                   |
| Joaquim Lopes Cavalheiro                                 | Cavalheiro (General)          | C Com 07.11.1991    |                   |
| Francisco Filipe Rocha da Silva                          | Silva (Major)                 | C Com 07.11.1991    |                   |
| Caetano José Castel Branco Ferreira                      | Ferreira (Dr.)                | C Com 03.06.1992    |                   |
| José Carlos Rosa Nogueira                                | Nogueira (Dr.)                | C Com 03.06.1992    |                   |
| Armando Acácio Gomes Leandro                             | Leandro (Dr.)                 | C Com 21.06.1993    |                   |
| José Ângelo Ferreira Correia                             | Correia (Engenheiro)          | C Com 24.08.1994    |                   |
| José Celestino da Silva Maneiras                         | Maneiras (Arquitecto)         | C Com 24.08.1994    |                   |
| João José Ferreira Villalobos Vieira                     | Vieira (Coronel)              | C Com 24.08.1994 TP |                   |
| Carlos Manuel Pereira de Carvalho                        | Carvalho (Dr.)                | C Com 10.05.1995    |                   |
| António Luís Vicente                                     | Vicente (Dr.)                 | C Com 10.05.1995    |                   |
| José Miguel Anacoreta Correia                            | Correia (Engenheiro)          | C Com 08.03.1996    |                   |
| António Maria Pereira                                    | Pereira (Dr.)                 | C Com 08.03.1996    |                   |
| João Alberto Bacelar da Rocha Páris                      | Páris (Embaixador)            | C Com 14.06.1996    |                   |
| Sebastião dos Santos Tavares                             | Tavares (Dr.)                 | C Com 04.08.2001    |                   |
| João Maria Rebelo de Andrade Cabral                      | Cabral (Dr.)                  | C Com 12.12.2001    |                   |
| António Henrique Rodrigues Maximiano                     | Maximiano (Dr.)               | C Com 16.04.2002    |                   |
| Carlos José de Pinho e Melo Pereira Marques              | Marques (Dr.)                 | C Com 02.02.2004    |                   |
| Maria João Seixas                                        | Seixas (Dr.ª)                 | C Com 14.02.2005    |                   |
| Rui Manuel Vinhas Tavares Gabriel                        | Gabriel (Dr.)                 | C Com 19.01.2006    |                   |
| Maria Clara dos Santos Chambel Dionisio                  | Dionisio (Dr.ª)               | C Com 03.04.2006    |                   |
| Helena Gilda Moreira Freire de Morais Barroco            | Barroco (Dr.ª)                | C Com 12.04.2006    |                   |
| Ana Isabel Pinto de Magalhães Martinha                   | Martinha (Dr.ª)               | C Com 12.04.2006    |                   |
| Miguel Maria Simões Coelho de Almeida e Sousa            | Sousa (Dr.)                   | C Com 12.04.2006    |                   |
| José Manuel Carrilho Ribeiro                             | Ribeiro (Professor Doutor)    | C Com 18.05.2006    |                   |
| Maria de Oliveira Garcia                                 | Garcia                        | C O 18.05.1979      |                   |
| Manuel António Pacheco Jorge Barreiros                   | Barreiros (Embaixador)        | C O 02.04.1982      |                   |
| José Filipe Mendes de Moraes Cabral                      | Cabral (Embaixador)           | C O 16.08.1982      |                   |
| Manuel Nuno Tavares de Sousa                             | Sousa (Embaixador)            | C O 14.09.1982      |                   |
| António Taveira da Cunha Valente                         | Valente (Embaixador)          | C O 21.03.1983      |                   |
| João Henrique Araújo Brito Câmara                        | Câmara (Embaixador)           | C O 11.06.1983      |                   |
| Sebastião Maria de Almeida Santos de Castello-Branco     | Castello-Branco (Embaixador)  | C O 30.07.1983      |                   |
| Luís Domingos Veloso Amaro de Oliveira                   | Oliveira                      | C O 30.07.1983      |                   |
| José Manuel da Costa Arsénio                             | Arsénio (Embaixador)          | C O 13.03.1985      |                   |
| José Caetano de Campos Andrade da Costa Pereira          | Pereira (Embaixador           | C O 13.03.1985      |                   |
| Helder Domingos Ferreira Veiga Pires                     | Pires (Dr.)                   | C O 01.10.1985      |                   |
| António Rodrigo Tavares Machado                          | Machado (Tenente-Coronel)     | C O 18.03.1986      |                   |
| Pedro Luís Baptista Moitinho de Almeida                  | Almeida (Dr.)                 | C O 02.04.1986      |                   |
| José Joaquim Esteves dos Santos de Freitas Ferraz        | Ferraz (Dr.)                  | C O 14.07.1986      |                   |
| Marcelo de Zaffiri Duarte Mathias                        | Mathias (Embaixador)          | C O 21.07.1987      |                   |
| José António Moya Ribera                                 | Ribera (Embaixador)           | C O 21.07.1987      |                   |
| Sebastião dos Santos Tavares                             | Tavares (Dr.)                 | C O 26.03.1991      |                   |
| Antonio Felix Machado de Faria e Maya                    | Maya (Embaixador)             | C O 21.01.1992      |                   |
| António José Raposo da Silva Pinheiro Marques            | Marques (Dr.)                 | C O 20.04.2006      |                   |
| José Duarte da Câmara Ramalho Ortigão                    | Ortigão (Embaixador)          | C Cav 30.07.1983    |                   |
| José Lages dos Santos                                    | Santos (Dr.)                  | C Cav 30.07.1983    |                   |
| Francisco Manuel Seixas da Costa                         | Costa (Embaixador)            | C Cav 07.02.1985    |                   |
| António Alberto Passos Lobo de Araújo Queiroz            | Queiroz (Dr.)                 | C Cav 13.03.1985    |                   |
| João Pedro Leone Zanatti Rodrigues                       | Rodrigues (Embaixador)        | C Cav 21.07.1987    |                   |
| João de Vallera                                          | Vallera (Embaixador)          | C Cav 21.07.1987    |                   |
| Fernando Manuel Oliveira de Castro Brandão               | Brandão (Embaixador)          | C Cav 03.09.1987    |                   |
| Casa Pia de Lisboa                                       |                               | C MH 08.08.1980     |                   |
| Liga dos Bombeiros Portugueses                           |                               | C MH 11.10.1980     |                   |
| Gabinete Português de Leitura do Rio de Janeiro          |                               | C MH 09.04.1981     |                   |
| Real Gabinete Português de Leitura do Rio de Janeiro     |                               | C MH 09.04.1981     |                   |
| Polícia de Segurança Pública                             |                               | C MH 16.07.1988     |                   |
| Guarda Fiscal                                            |                               | C MH 01.10.1988     |                   |
| Corpo de Policia de Segurança Pública de Macau           |                               | C MH 26.03.1991     |                   |
| Instituto Português de Oncologia                         |                               | C MH 12.04.1991     |                   |
| Laboratório Nacional de Engenharia Civil                 |                               | C MH 16.12.1997     |                   |
| Escola Prática de Engenharia                             |                               | C MH 24.06.1998     |                   |
| Revista Militar                                          |                               | C MH 14.12.1999     |                   |
| Campo Militar de Santa Margarida                         |                               | C MH 28.05.2002     |                   |
| Supremo Tribunal Militar                                 |                               | C MH 19.10.2004     |                   |
| Escola Prática de Transmissões                           |                               | C MH 12.04.2006     |                   |
| Liga Portuguesa Contra o Cancro                          |                               | C MH 12.09.2006     |                   |
| Regimento de Infantaria Nº 15 de Tomar                   |                               | C MH 24.11.2006     |                   |